# Bellevalia palmyrensis
Bellevalia palmyrensis är en sparrisväxtart som beskrevs av Naomi Feinbrun. Bellevalia palmyrensis ingår i släktet Bellevalia och familjen sparrisväxter.
Artens utbredningsområde är Syrien. Inga underarter finns listade i Catalogue of Life.